# طوني بيلتران
طوني بيلتران (بالإنجليزية: Tony Beltran)‏ (11 أكتوبر 1987 بكلاريمونت في الولايات المتحدة - ) هو لاعب كرة قدم أمريكي في مركز الدفاع. شارك مع منتخب الولايات المتحدة تحت 20 سنة لكرة القدم ومنتخب الولايات المتحدة تحت 23 سنة لكرة القدم ومنتخب الولايات المتحدة لكرة القدم. أما مع النوادي، فقد لعب مع ريال سالت ليك وLA Laguna FC ‏.

## وصلات خارجية
- طوني بيلتران على موقع الاتحاد الدولي (مؤرشف)  (الإنجليزية)
- طوني بيلتران على موقع الدوري الأمريكي (الإنجليزية)
- طوني بيلتران على موقع قاعدة بيانات كرة القدم.إي يو (الإنجليزية)
- طوني بيلتران على موقع ناشيونال فوتبول تيمز (الإنجليزية)
- طوني بيلتران على موقع Soccerway.com (الإنجليزية)
- طوني بيلتران على موقع AS.com (الإسبانية)